# Пам'ятки (щорічник)
«Пам'ятки» — археографічний щорічник, заснований 1998 р., друкований орган Українського науково-дослідного інституту архівної справи та документознавства Державної архівної служби України. У щорічнику публікуються архівні документи з актуальних питань історії України, історії, теорії та практики архівної справи, документознавства, спеціальних історичних дисциплін, біографістики. 18 листопада 2009 р. щорічник внесено ВАК України до Переліку наукових фахових видань з історичних наук.

## Склад редколегії
Головний редактор: Кулешов Сергій Георгійович, доктор історичних наук, професор

Члени редколегії:

- Горбатюк Микола Володимирович, кандидат історичних наук, старший науковий співробітник (відповідальний секретар)
- Алексєєва Олена Вікторівна, кандидат історичних наук, доцент (Російська Федерація)
- Бойко Микола Корнійович, доктор історичних наук, професор
- Боровик Анатолій Миколайович, доктор історичних наук, професор
- Гаранін Олександр Якович, кандидат історичних наук
- Дубровіна Любов Андріївна, доктор історичних наук, професор, член-кореспондент НАН України
- Катренко Андрій Миколайович, доктор історичних наук, професор
- Кісіль Іван Миколайович, кандидат історичних наук
- Маврін Олександр Олександрович, кандидат історичних наук, старший науковий співробітник
- Половець Володимир Михайлович, доктор історичних наук, професор
- Приходько Людмила Федорівна, кандидат історичних наук, старший науковий співробітник
- Шумейко Михайло Федорович, кандидат історичних наук, доцент (Білорусь)

## Перелік томів «Пам'яток»
- Пам'ятки: [археогр. щорічник]. Т. 1 / Голов. архів. упр. при Кабінеті міністрів України, Укр. держ. НДІ архів. справи та документознавства ; редкол.: В. П. Ляхоцький (голов. ред.) [та ін.]. — К., 1998. — 228 с.
- Пам'ятки: [археогр. щорічник]. Т. 2 : Епістолярна спадщина Івана Огієнка (митрополита Іларіона) (1907—1968) / Держ. ком. архівів України, Укр. держ. НДІ архів. справи та документознавства ; редкол.: В. П. Ляхоцький (голов. ред.) [та ін.] ; упоряд.: В. П. Ляхоцький, Н. П. Московченко, І. М. Преловська. — К., 2001. — 477 с.
- Пам'ятки: [археогр. щорічник]. Т. 3 : Архів української церкви, вип. 1 : Документи до історії унії на Волині і Київщині кінця XVI — першої половини XVII ст. / Держ. ком. архівів України, Укр. держ. НДІ архів. справи та документознавства, Вищ. ін-т реліг. наук ім. св. Фоми Аквінського ; редкол.: В. П. Ляхоцький (голов. ред.) [та ін.] ; упоряд. М. В. Довбищенко. — К., 2001. — 462 с.
- Пам'ятки: археогр. щорічник. Т. 4 / Держ. ком. архівів України, Укр. держ. НДІ архів. справи та документознавства, Нац. б-ка України ім. В. І. Вернадського ; редкол.: І. Б. Матяш (голов. ред.) [та ін.]. — К., 2003. — 264 с.
- Пам'ятки: археогр. щорічник. Т. 5 / Держ. ком. архівів України, Укр. НДІ архів. справи та документознавства ; редкол.: І. Б. Матяш (голов. ред.) [та ін.]. — К., 2005. — 309 с.
- Пам'ятки: археогр. щорічник. Т. 6 / Держ. ком. архівів України, Укр. НДІ архів. справи та документознавства ; редкол.: І. Б. Матяш (голов. ред.) [та ін.]. — К., 2006. — 161 с.
- Пам'ятки: археогр. щорічник. Т. 7 / Держ. ком. архівів України, Укр. НДІ архів. справи та документознавства ; редкол.: І. Б. Матяш (голов. ред.) [та ін.]. — К., 2007. — 452 с.
- Пам'ятки: археогр. щорічник. Т. 8 / Держ. ком. архівів України, Укр. НДІ архів. справи та документознавства ; редкол.: І. Б. Матяш (голов. ред.) [та ін.]. — К., 2008. — 334 с.
- Пам'ятки: археогр. щорічник. Т. 9 / Держ. ком. архівів України, Укр. НДІ архів. справи та документознавства ; редкол.: І. Б. Матяш (голов. ред.) [та ін.]. — К., 2008. — 250 с.
- Пам'ятки: археогр. щорічник. Т. 10 / Держ. ком. архівів України, Укр. НДІ архів. справи та документознавства ; редкол.: І. Б. Матяш (голов. ред.) [та ін.]. — К., 2009. — 256 с.
- Пам'ятки: археогр. щорічник. Т. 11 / Держ. ком. архівів України, Укр. НДІ архів. справи та документознавства ; редкол.: С. Г. Кулешов (голов. ред.) [та ін.]. — К., 2010. — 327 с.
- Пам'ятки: археогр. щорічник. Т. 12 / Держ. архів. служба України, Укр. НДІ архів. справи та документознавства ; редкол.: С. Г. Кулешов (голов. ред.) [та ін.]. — К., 2011. — 282 с.
- Пам'ятки: археогр. щорічник. Т. 13 / Держ. архів. служба України, Укр. НДІ архів. справи та документознавства ; редкол.: С. Г. Кулешов (голов. ред.) [та ін.]. — К., 2012. — 280 с.
- Пам'ятки: археогр. щорічник. Т. 14 / Держ. архів. служба України, Укр. НДІ архів. справи та документознавства ; редкол.: С. Г. Кулешов (голов. ред.) [та ін.]. — К., 2013. — 240 с.